# Shepparton
Shepparton é uma cidade localizada na planície de inundação do rio Goulburn, no norte de Vitória, na Austrália, a aproximadamente 181 quilômetros (112 milhas) ao norte-nordeste de Melbourne. Em junho de 2018, a população estimada de Shepparton, incluindo a cidade adjacente de Mooroopna, era de 51.631 habitantes.